# Wiesenau (Gemeinde St. Gilgen)
Wiesenau (Ausspracheⓘ) ist eine Ortslage im Mondseeland im Salzburger Teil des Salzkammerguts und gehört zur Gemeinde Sankt Gilgen im Bezirk Salzburg-Umgebung.

## Geographie
Wiesenau befindet sich 30 Kilometer östlich der Stadt Salzburg. Es liegt etwa 9 Kilometer südöstlich des Markts Mondsee und 3 Kilometer westlich von Unterach am Attersee am Südostende des Mondsee (481 m ü. A.) und an der Seeache, dem Bach vom Mondsee zum Attersee. Die Ortslage umfasst die Uferstreifen unterhalb von Weinkogel (1181 m ü. A.) und Ackerschneid (1119 m ü. A.), zwei Vorbergen am Nordfuß des Schafbergs der Salzkammergut-Berge. Das Schafbergmassiv bricht hier in den Wänden vom Kienberg (947 m ü. A.) zur Ackerschneid steil in den See ab. Gegenüber erhebt sich der Hochplett der Mondseer Flyschberge.
Die kleine Ortslage direkt an der oberösterreichischen Landesgrenze umfasst etwa gut 20 Adressen. Durch den Ort führt die Kienbergwandstraße (L217), die beim Ort See in die B151 Attersee Straße mündet. Verkehrsgeographisch ist der Ort zu seinem Gemeindehauptort Sankt Gilgen, 7 Kilometer südöstlich, durch die Scharflinger Höhe und die Kienbergwand isoliert.
| Marienau Mondsee | See (alle Gem. Unterach a. A.,              | Au Bez. Vöcklabruck, OÖ) |
| Kreuzstein       | Kompassrose, die auf Nachbargemeinden zeigt | Letten-Labschneider      |
|                  | Eisenaueralm                                |                          |

## Geschichte, Infrastruktur und Sehenswürdigkeiten

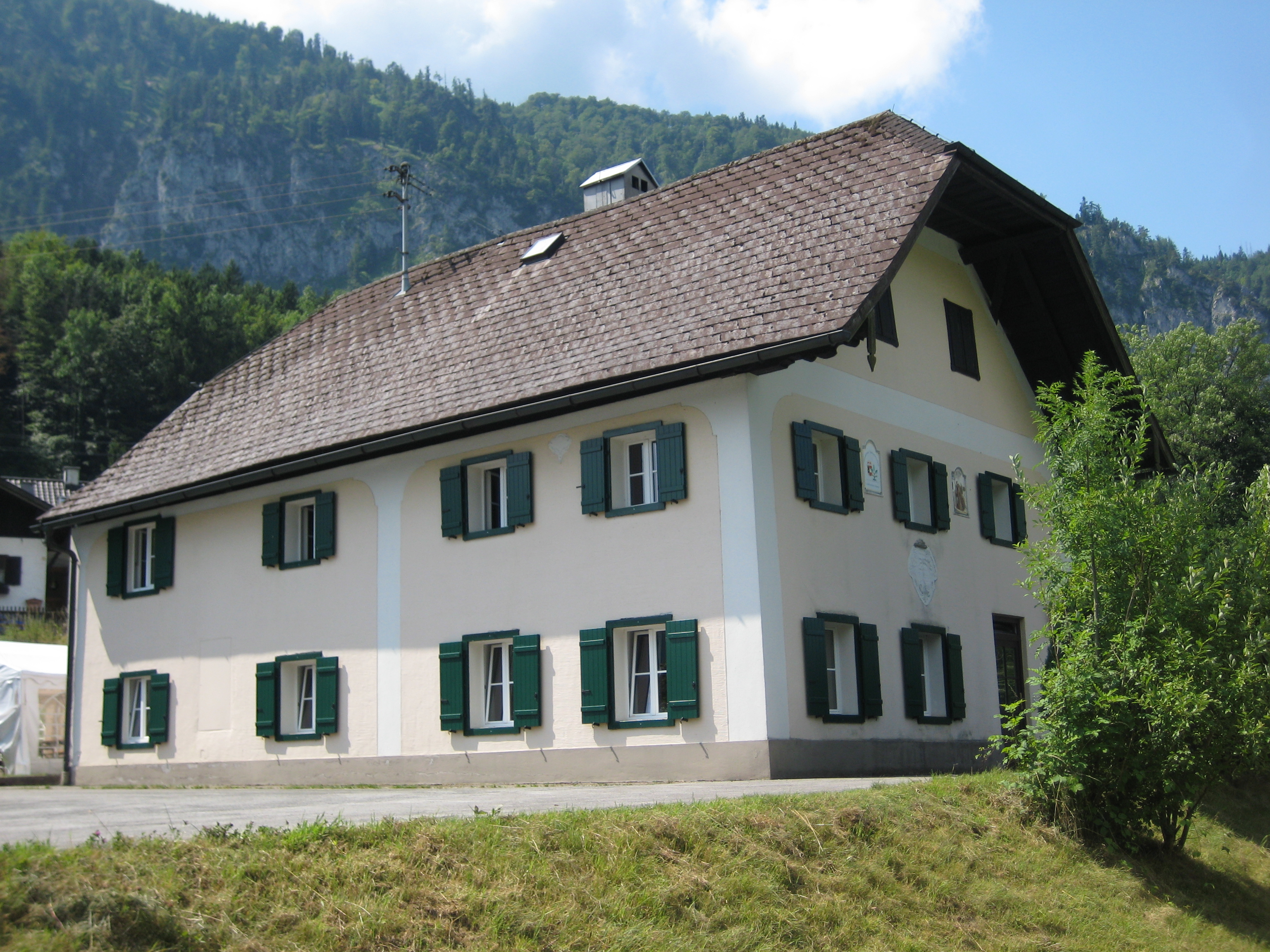
Forsthaus Oberburgau

Wiesenau gehört zu den salzburgischen Besitzungen an Mond- und Attersee, der Burgau als Teil der Herrschaft Hüttenstein, die seit dem Mittelalter mit dem Kloster Mondsee, dann mit Österreich umstritten waren, und erst mit einem Staatsvertrag 1689 abschließend geklärt wurden. Postalisch und pfarrlich gehört der Ort aber zum oberösterreichischen Unterach.
Bis in das 19. Jahrhundert war der Ort wegen der unpassierbaren Kienbergwand von der Salzburger Seite kaum erreichbar, und auch ganz Unterach lag sehr isoliert. Hauptverkehrsweg war per Boot, nach Hüttenstein führte nur der Höhenweg hinter dem Kienberg (Holzingeralm – Plankenmoos).
Hier am See standen hier nur einige Gehöfte, die primär vom Fischfang lebten (Grauvitz heute abgegangen, Muthlehen, Förster).
Das fürsterzbischöfliche Forsthaus Oberburgau in Wiesenau wurde 1761 erbaut, es steht heute unter Denkmalschutz (Listeneintrag). Erst 1896 wurde die Kienbergwand-Straße mit ihren Tunnels erbaut, und erst 2004 mit einem neuen Tunnel auf moderneren Stand gebracht.
Heute befindet sich hier der Hauptsitz eines internationalen Medikamentenherstellers (EVER Neuro Pharma). Tourismus spielt eine zu den anderen Seeorten vergleichsweise geringere Rolle, es gibt aber wenig besuchte öffentliche Badeplätze, die trotz der Schattlage als Geheimtipp gelten. Im Ort beginnt ein Wanderweg, der über die Eisenaueralm und den Himmelspfortsteig auf den Schafberg führt.